# Porta di Fontebranda

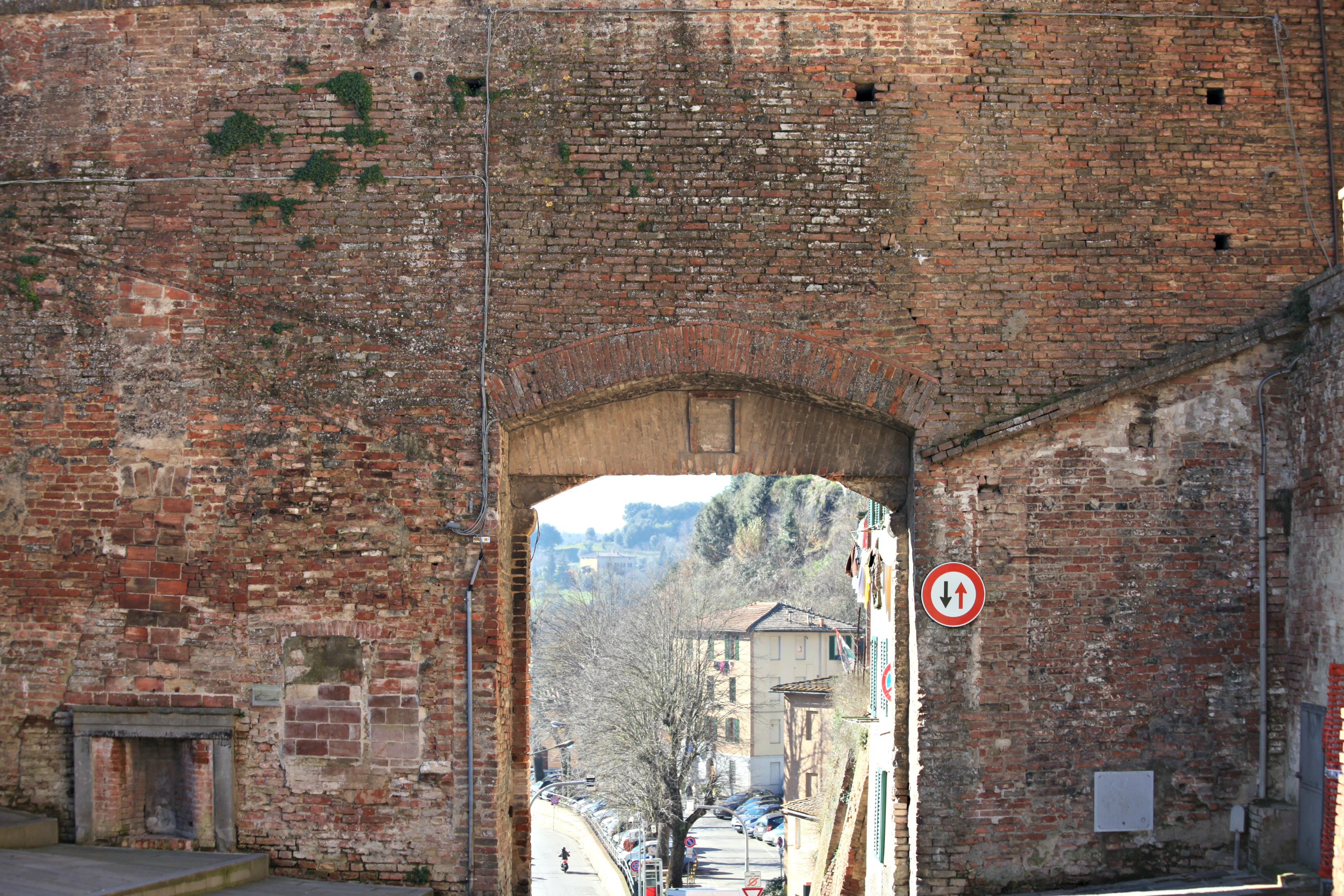
Porta di Fontebranda

La porta di Fontebranda è una porta cittadina di Siena risalente al XIII secolo.

## Storia e descrizione
Si trova tra via di Fontebranda e via Esterna di Fontebranda.
Realizzata a metà del XIII secolo con la quarta cerchia muraria, composta da un doppio arco che si apre nella spessa cortina muraria. La sua costruzione viene fatta risalire al 1257, anche se alcuni lavori sono testimoniati nei libri della Biccherna a partire dal 1230, quando viene pagato il maestro muratore Giovanni di Galigario per il suo impegno “pro reactanda porta de Fontebranda” e nel 1249 quando la stessa cosa fu fatta per un tal Serafino che ottenne dal comune di Siena trenta denari.
Altra testimonianza ci sovviene dal Patrimonio dei Resti Ecclesiastici (Archivio di Stato di Siena - S. Domenico 4. D. 0,30 0.18 ½) ed è relativa al 12 giugno 1246 quando Catelano del fu Uguccione di Fortebraccio vende a frate Ugo, priore dei frati predicatori di Camporegio, la dodicesima parte di un terreno confinante con la chiesa di Sant'Antonio, col muro del Comune, con Fontebranda, il guazzatoio della fonte e la via della Porta, per il prezzo di 40 lire.